# Senderos de Pequeño Recorrido de Asturias

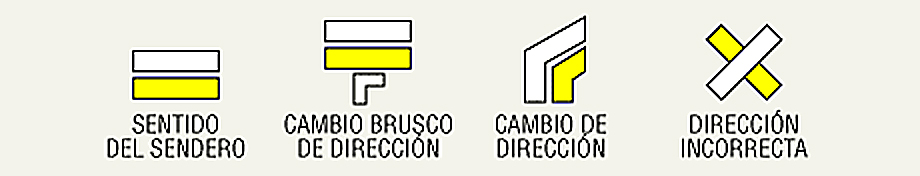
Señales en los senderos PR.

Los Senderos de Pequeño Recorrido de Asturias son aquellos trayectos de senderismo considerados oficialmente de Pequeño Recorrido (PR) ubicados en Asturias (España) y balizados por la Federación de Deportes de Montaña, Escalada y Senderismo del Principado de Asturias.
Este tipo de senderos tienen una longitud comprendida entre los 10 y los 50 Kilómetros aproximadamente. En ocasiones pueden tener menos de 10 km debido al desnivel, dificultad, u otras consideraciones. Se tarda una o dos jornadas en caminar los recorridos completos. Están señalizados con marcas horizontales de pintura blanca y amarilla. 

## Senderos

### PR-AS

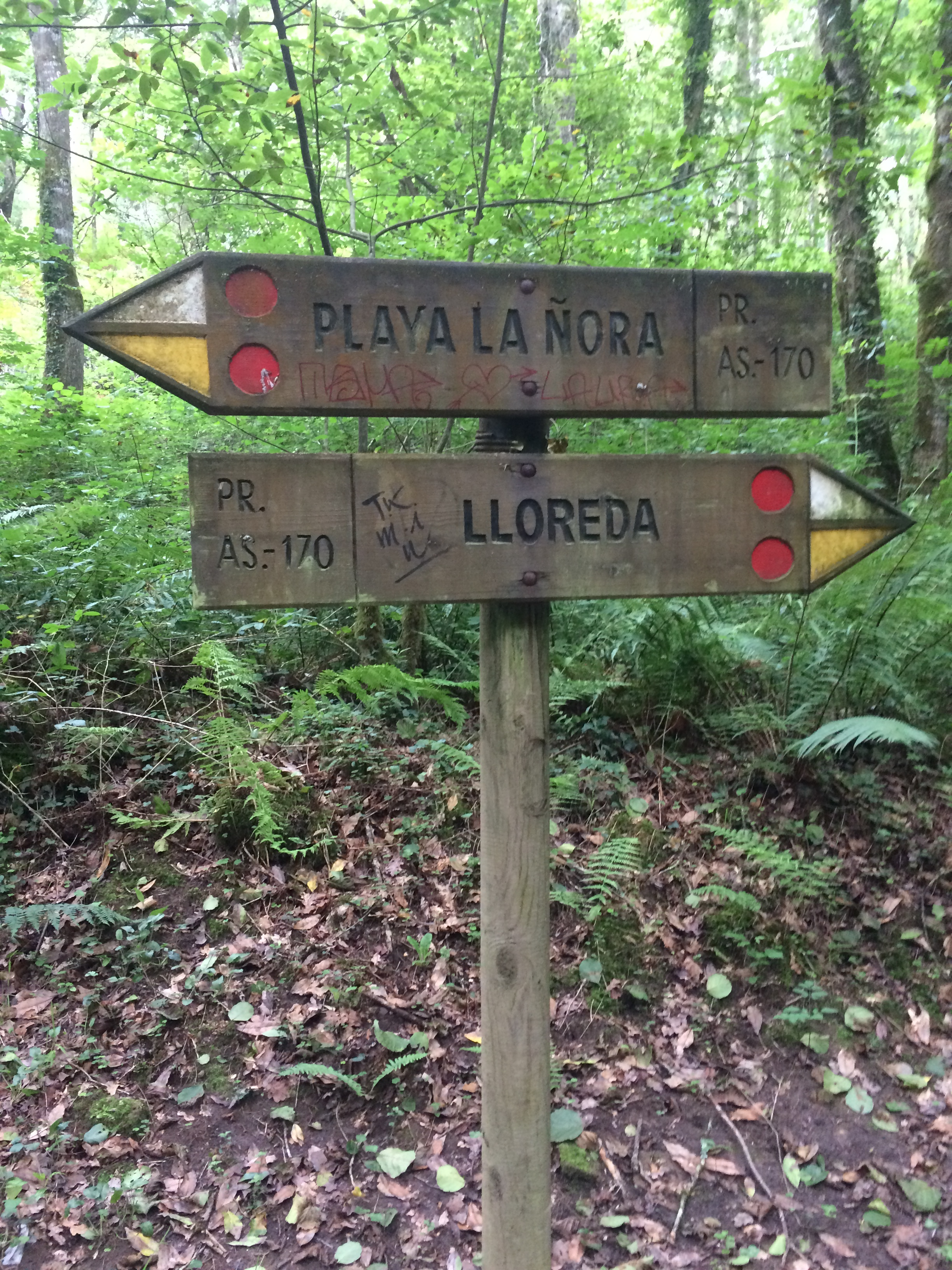
Señal en el PR-AS 170, Ruta del Río Ñora.

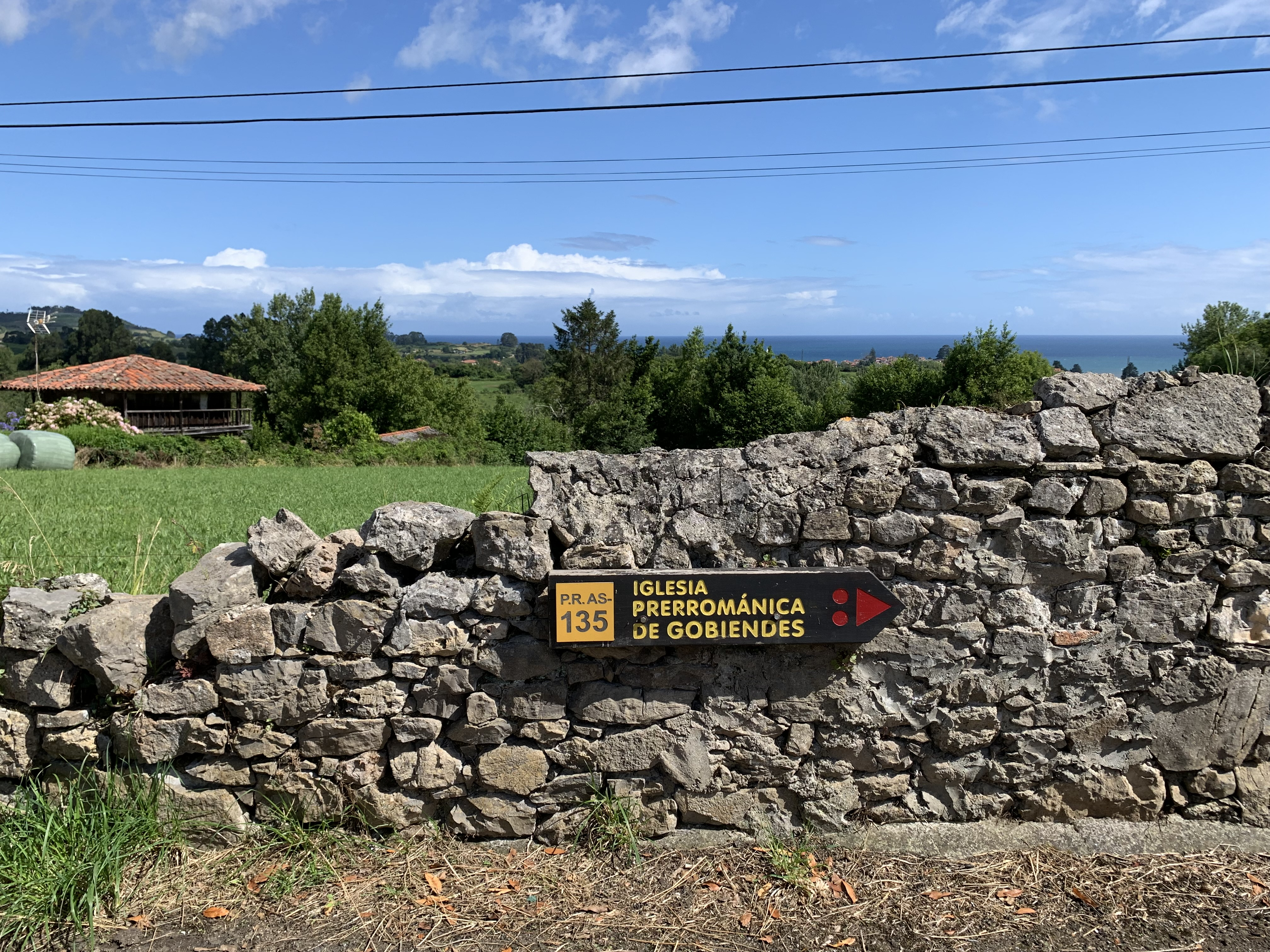
Señal en el PR-AS 135, Ruta de Gobiendes.

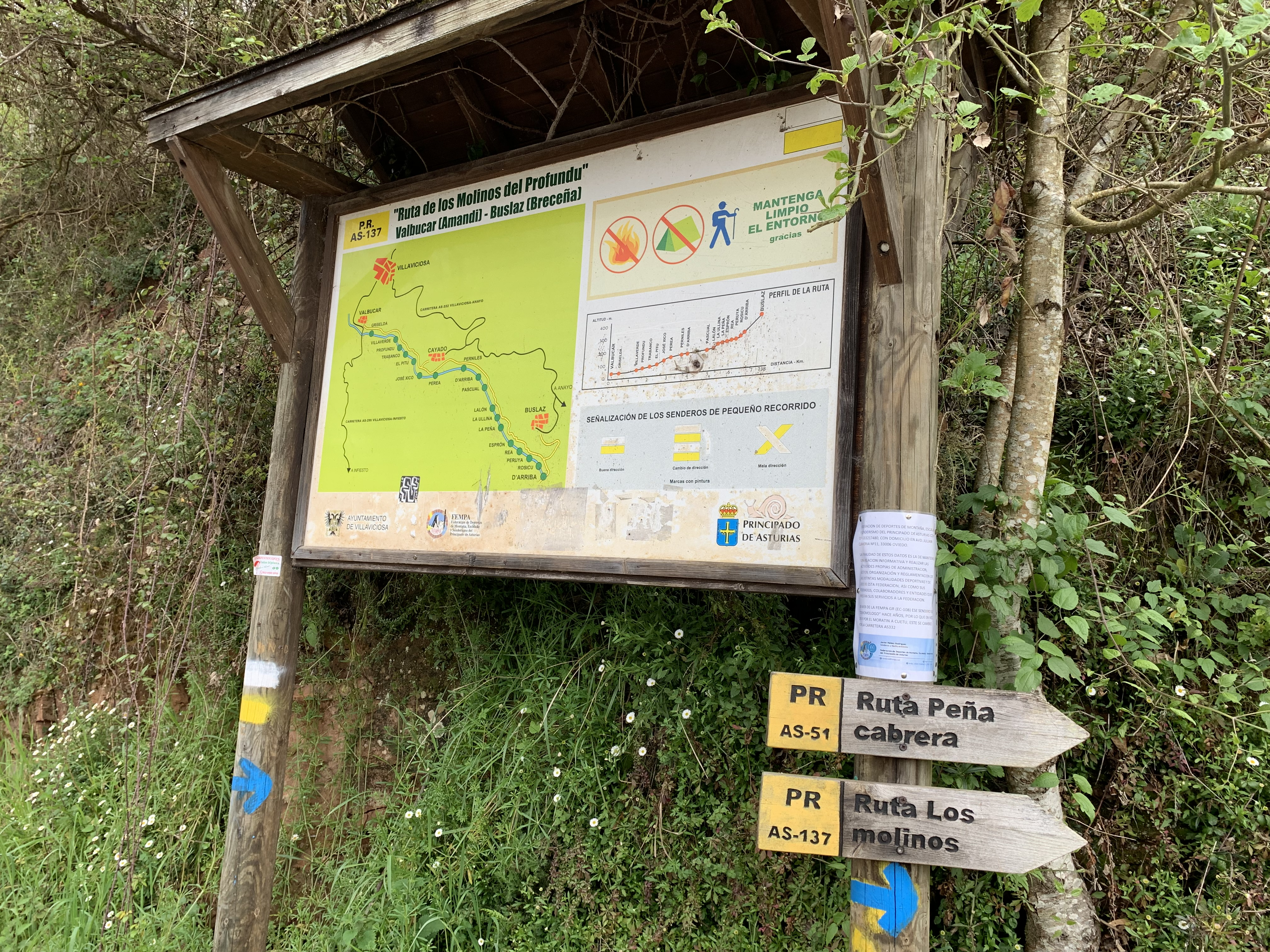
Señales en los PR-AS 51 y AS 137 al inicio del PR-AS 137, Ruta de los molinos del río Profundo.

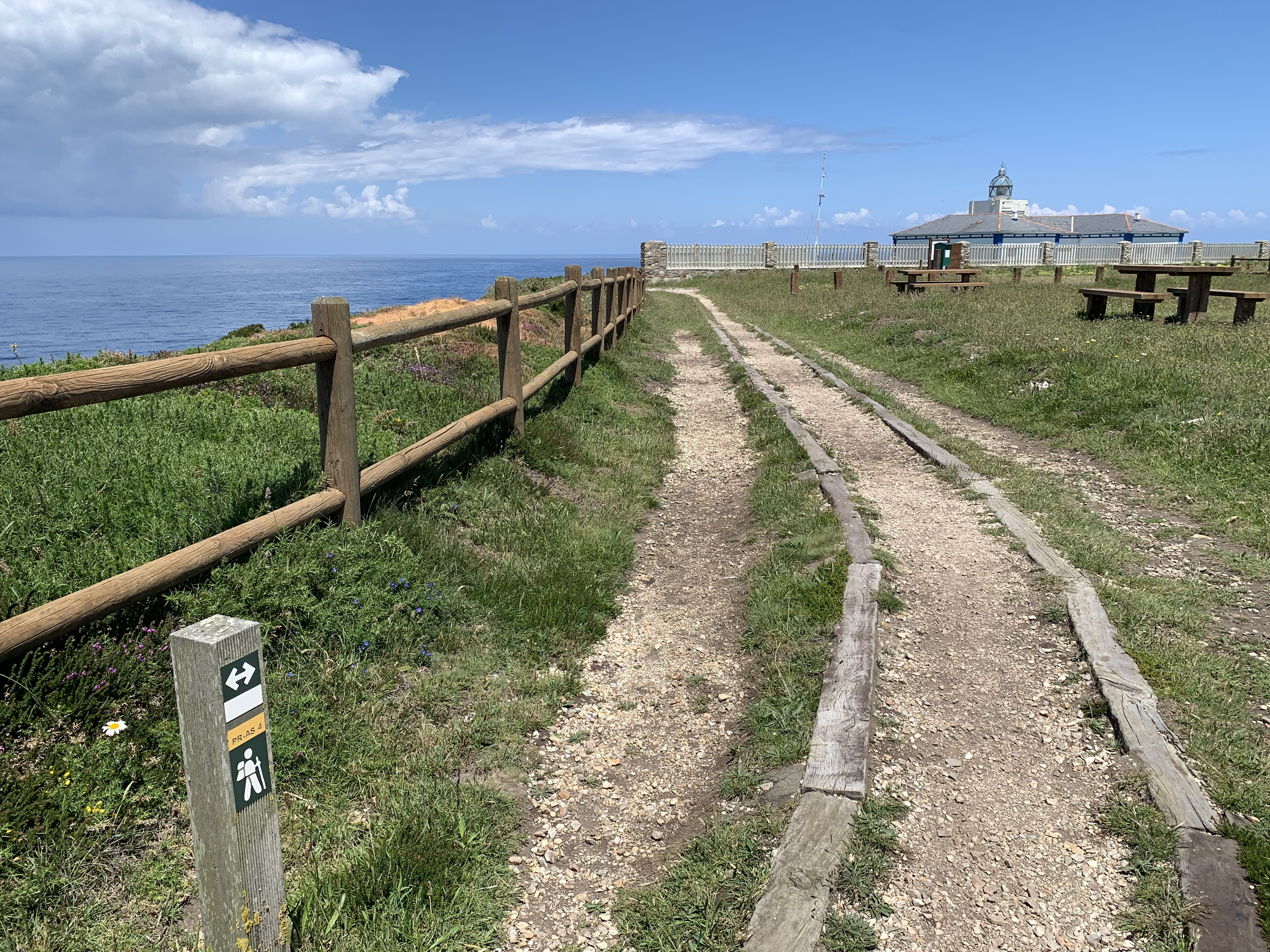
Señal en el PR-AS 4 junto al Faro de Cabo Busto.

| Número      | Nombre                                                           | Concejo                    |
| ----------- | ---------------------------------------------------------------- | -------------------------- |
| PR-AS 1     | Hoces del Esva I                                                 | Valdés                     |
| PR-AS 2     | Hoces del Esva II                                                | Valdés                     |
| PR-AS 3     | San Antón de Concilleiro                                         | Valdés                     |
| PR-AS 4     | Ruta del Cabo Busto                                              | Valdés                     |
| PR-AS 5     | Los Llugarinos                                                   | Valdés                     |
| PR-AS 6     | Ruta dos Ancares                                                 | Ibias                      |
| PR-AS 7     | Ruta de A Hucha                                                  | Ibias                      |
| PR-AS 8     | Lagos de Tablado o Sisterna                                      | Ibias                      |
| PR-AS 9     | Ruta da Braña de Llanelo                                         | Ibias                      |
| PR-AS 10    | Ruta del Cornón                                                  | Somiedo                    |
| PR-AS 11    | Brañas de Mumián                                                 | Somiedo                    |
| PR-AS 12    | Brañas de Saliencia                                              | Somiedo                    |
| PR-AS 13    | Ruta de Castro                                                   | Somiedo                    |
| PR-AS 14    | Ruta Valle del Pigüeña                                           | Somiedo                    |
| PR-AS 15    | Ruta de los Lagos                                                | Somiedo                    |
| PR-AS 15.1  | Ruta Valle del Lago                                              | Somiedo                    |
| PR-AS 16    | Ruta El Puerto - Valle de Lago                                   | Somiedo                    |
| PR-AS 17    | Ruta del Agua                                                    | Taramundi                  |
| PR-AS 18    | Ruta de los Ferreiros                                            | Taramundi                  |
| PR-AS 19    | Ruta Sierra de Eiroa                                             | Taramundi                  |
| PR-AS 20    | Ruta de Bres                                                     | Taramundi                  |
| PR-AS 21    | Ruta de sol y sombra                                             | Taramundi                  |
| PR-AS 22    | Ruta de los molinos                                              | Taramundi                  |
| PR-AS 23    | Ruta del pico Miravalles                                         | Ibias                      |
| PR-AS 24    | Senda A Faena                                                    | Ibias                      |
| PR-AS 25    | Ruta del Cabo Peñas                                              | Gozón                      |
| PR-AS 25.1  | Luanco - Cabo Peñas                                              | Gozón                      |
| PR-AS 26    | Pallozas de Santiso                                              | Ibias                      |
| PR-AS 27    | Desfiladero de Bustellín                                         | Ibias                      |
| PR-AS 28    | Ruta del Chao da Serra                                           | Ibias                      |
| PR-AS 29    | Dolmen de Seroiro                                                | Ibias                      |
| PR-AS 30    | Ruta allerana de las Brañas                                      | Aller                      |
| PR-AS 31    | Hoces del rio Pino                                               | Aller                      |
| PR-AS 31.1  | Hoces del rio Pino - Cuevas                                      | Aller                      |
| PR-AS 32    | Rayán - Piñeres (Ruta de Pandoto)                                | Aller                      |
| PR-AS 33    | Sierra de Navaliego                                              | Mieres                     |
| PR-AS 34    | Cordal de Urbiés                                                 | Mieres                     |
| PR-AS 35    | Senda de los caseríos y brañas turonesas                         | Mieres                     |
| PR-AS 36    | Sendero Valle Lloreo                                             | Mieres                     |
| PR-AS 37    | Pelúgano - Cabañaquinta                                          | Aller                      |
| PR-AS 38    | Ruta del Llosoriu                                                | Mieres                     |
| PR-AS 39    | Sendero Valle de Cuna                                            | Mieres                     |
| PR-AS 40    | Sendas de San Tirso                                              | Langreo                    |
| PR-AS 41    | Circular de Ciaño                                                | Langreo                    |
| PR-AS 42    | Sendas de la Felguera y Barros                                   | Langreo                    |
| PR-AS 43    | Sendas de Tuilla                                                 | Langreo                    |
| PR-AS 44    | Vuelta a Langreo I                                               | Langreo                    |
| PR-AS 44.1  | Vuelta a Langreo II                                              | Langreo                    |
| PR-AS 45    | Foces del río Pendón                                             | Nava                       |
| PR-AS 46    | Ruta del Pico la Múa                                             | Nava                       |
| PR-AS 47.1  | Sendero Monte la Zorea                                           | Bimenes                    |
| PR-AS 47.2  | Sendero Túnel de Saús                                            | Bimenes                    |
| PR-AS 48    | Ruta del Gumial                                                  | Aller                      |
| PR-AS 49    | Ruta del agua                                                    | Pravia                     |
| PR-AS 50    | Ruta Mariñana de los Molinos                                     | Villaviciosa               |
| PR-AS 51    | Ruta de la Peña Cabrera                                          | Villaviciosa               |
| PR-AS 52    | Ruta de Peña Cabrera                                             | Cabranes                   |
| PR-AS 53    | Ruta Raigosu (Soto de Lorío - El Cordal)                         | Laviana                    |
| PR-AS 54    | Ruta La Faya - La Pola                                           | Laviana                    |
| PR-AS 55    | Peña Mea (La Collaona - Entrialgo)                               | Laviana                    |
| PR-AS 56    | Ruta minera (La Collaona - La Pola)                              | Laviana                    |
| PR-AS 57    | Ruta de los bufones de Pría                                      | Llanes                     |
| PR-AS 58    | Ruta de la Cuevona                                               | Ribadesella                |
| PR-AS 58.1  | Ruta de los molinos                                              | Ribadesella                |
| PR-AS 58.2  | Ruta de la Iglesia de Junco                                      | Ribadesella                |
| PR-AS 59    | Condao - Breza                                                   | Laviana                    |
| PR-AS 60    | Cascada del Tabayón                                              | Caso                       |
| PR-AS 60.1  | Puerto de Tarna - Mongallu - Tarna                               | Caso                       |
| PR-AS 61    | Ruta de los Arrudos                                              | Caso                       |
| PR-AS 62    | Ruta del Alba                                                    | Sobrescobio                |
| PR-AS 63    | Ruta del Collargayos                                             | Sobrescobio                |
| PR-AS 64    | Ruta Pendones - Orlé                                             | Caso                       |
| PR-AS 65    | Ruta del Tiatordos                                               | Caso                       |
| PR-AS 65.1  | Ruta Pendones - Vega Baxu                                        | Caso                       |
| PR-AS 66    | Ruta de Brañagallones                                            | Caso                       |
| PR-AS 66.1  | Ruta Brañagallones - La Peña el Viento                           | Caso                       |
| PR-AS 66.2  | Ruta del Canto del Oso                                           | Caso                       |
| PR-AS 67    | Ruta de Santo Tomás de Priandi                                   | Nava                       |
| PR-AS 68    | Camín del Fito                                                   | Ribadesella                |
| PR-AS 69    | Ruta de Brañavalera                                              | Lena                       |
| PR-AS 70    | Carrandi - Puerto del Sueve                                      | Colunga                    |
| PR-AS 71    | Ruta Pico Pienzu                                                 | Parres                     |
| PR-AS 72    | Ruta del Puerto de Marabio                                       | Teverga                    |
| PR-AS 73    | Ruta de la Cueva del Pindal                                      | Ribadedeva                 |
| PR-AS 74    | Ruta de la Cabeza de Pandescura                                  | Onís                       |
| PR-AS 75    | Ruta de los Confines de Lena                                     | Lena                       |
| PR-AS 75.1  | Ruta de la Vega del Mur                                          | Lena                       |
| PR-AS 76    | Vuelta al Pico Ranero                                            | Lena                       |
| PR-AS 77    | Ruta a Valle y San Feliz                                         | Lena                       |
| PR-AS 78    | Minas de Carabanzo                                               | Lena                       |
| PR-AS 79    | Vuelta al Valle La Collá                                         | Lena                       |
| PR-AS 80    | Vuelta al Valle de Muñón                                         | Lena                       |
| PR-AS 81    | Ruta a Ablaneo                                                   | Lena                       |
| PR-AS 82    | Ascensión al Coguchu                                             | Lena                       |
| PR-AS 83    | Vuelta al Valle la Peral                                         | Lena                       |
| PR-AS 84    | Vuelta por el Mofusu                                             | Lena                       |
| PR-AS 85    | Ruta Panorámica                                                  | Lena                       |
| PR-AS 86    | Ruta al Santuario de Bendueños                                   | Lena                       |
| PR-AS 87    | Vuelta a los Altos del Teso                                      | Lena                       |
| PR-AS 88    | Travesía Campomanes - Pola                                       | Lena                       |
| PR-AS 89    | Valle de Xomezana                                                | Lena                       |
| PR-AS 90    | Vuelta al Valle del Huerna                                       | Lena                       |
| PR-AS 91    | Ruta a Santa Cristina                                            | Lena                       |
| PR-AS 92    | Travesía por Llinares                                            | Lena                       |
| PR-AS 93    | Ruta de los Puertos de la Bachota                                | Lena                       |
| PR-AS 94    | Vuelta al Valle de Pajares                                       | Lena                       |
| PR-AS 95    | Vuelta al Cordal del Carril                                      | Lena                       |
| PR-AS 96    | Travesía del Curuchu Braña                                       | Lena                       |
| PR-AS 97    | Subida al Colláu Torones                                         | Lena                       |
| PR-AS 98    | Ruta de los Peregrinos                                           | Lena                       |
| PR-AS 99    | Ruta del Munistiriu                                              | Lena                       |
| PR-AS 100   | Ruta del río Caudal                                              | Mieres                     |
| PR-AS 100.1 | Senda Verde del Valle de Turón                                   | Mieres                     |
| PR-AS 101   | Ruta del Conde Coalla                                            | Grado                      |
| PR-AS 101.1 | Ruta Coalla - Cueto - La Mata - San Pelayo                       | Grado                      |
| PR-AS 102   | Ruta del Ouroso                                                  | Taramundi                  |
| PR-AS 102.1 | Ruta Teixo - Teixois                                             | Taramundi                  |
| PR-AS 103   | Ruta de la Bobia                                                 | Villanueva de Oscos        |
| PR-AS 104   | Ruta de las Brañas Teverganas                                    | Teverga                    |
| PR-AS 105   | Ruta de los neveros                                              | Morcín y Riosa             |
| PR-AS 106   | Ruta minera de la Esperanza                                      | Morcín                     |
| PR-AS 107   | Ruta del Mazo de Meredo                                          | Vegadeo                    |
| PR-AS 108   | Ruta de los entornos de Grandas                                  | Grandas de Salime          |
| PR-AS 109   | Ruta Arqueológica de Grandas                                     | Grandas de Salime          |
| PR-AS 110   | Ruta del Cabril                                                  | Cangas del Narcea          |
| PR-AS 111   | Lagunas de Noceda                                                | Cangas del Narcea          |
| PR-AS 112   | Ruta del Valle de Cibea                                          | Cangas del Narcea          |
| PR-AS 113   | Ruta del puente colgante                                         | Illano                     |
| PR-AS 114   | Ruta de Mon                                                      | San Martín de Oscos        |
| PR-AS 115   | Ruta de los artesanos                                            | Santa Eulalia de Oscos     |
| PR-AS 116   | Ruta de la cascada de Seimeira                                   | Santa Eulalia de Oscos     |
| PR-AS 117   | Ruta del Agüeira                                                 | Pesoz                      |
| PR-AS 118   | Ruta del Fario                                                   | Gijón                      |
| PR-AS 119   | Ruta de Forcón de los Ríos                                       | Santa Eulalia de Oscos     |
| PR-AS 120   | Ruta de la Collada de Isorno                                     | Sobrescobio                |
| PR-AS 121   | Ruta de la Sierra del Crespón                                    | Sobrescobio                |
| PR-AS 122   | Ruta de la Calzada Romana                                        | Sobrescobio                |
| PR-AS 123   | Ruta del Pico la Xamoca                                          | Sobrescobio                |
| PR-AS 124   | Ruta de Cabeza de Arco                                           | Caso                       |
| PR-AS 125   | Ruta de Cañandi (Nieves - Orlé por Llagu Ovia)                   | Caso                       |
| PR-AS 126   | Ruta del Valle del Ríu Mediu                                     | Caso                       |
| PR-AS 127   | Ruta de Caoru                                                    | Cabrales                   |
| PR-AS 127B  | Ruta Arqueológica de Cabruñana                                   | Grado                      |
| PR-AS 128   | Ruta del salmón                                                  | Salas                      |
| PR-AS 129   | Ruta de los castros                                              | Boal                       |
| PR-AS 130   | Ruta del Castro de San Chuis                                     | Allande                    |
| PR-AS 131   | Subida al Viso                                                   | Salas                      |
| PR-AS 132   | Bosques de Moal                                                  | Cangas del Narcea          |
| PR-AS 132.1 | Entorno del río Tablizas                                         | Cangas del Narcea          |
| PR-AS 133   | Fuentes del Aller                                                | Aller                      |
| PR-AS 134   | Ruta entre playas                                                | Colunga                    |
| PR-AS 135   | Ruta de Gobiendes                                                | Colunga                    |
| PR-AS 136   | Ruta de la Riera                                                 | Colunga                    |
| PR-AS 137   | Ruta de los molinos del Profundo                                 | Villaviciosa               |
| PR-AS 138   | Ruta "Salmones arriba"                                           | Belmonte de Miranda        |
| PR-AS 139   | La Baúa                                                          | Bimenes                    |
| PR-AS 140   | Peñamayor - Trigueiro                                            | Bimenes                    |
| PR-AS 141   | Senda de los Molinos                                             | Bimenes                    |
| PR-AS 142   | Sendero Peña del Hombre                                          | Bimenes                    |
| PR-AS 143   | Fuso - El Angliru                                                | Morcín                     |
| PR-AS 144   | Ruta de la Castañal                                              | Belmonte de Miranda        |
| PR-AS 145   | Ruta Vaqueira de Belmonte                                        | Belmonte de Miranda        |
| PR-AS 146   | Alto de la Brueva - Oviñana                                      | Belmonte de Miranda        |
| PR-AS 147   | Corona de Castro                                                 | Nava                       |
| PR-AS 148   | Ruta de El Remedio                                               | Nava                       |
| PR-AS 149   | Camino de la Reina por Amieva                                    | Amieva                     |
| PR-AS 150   | Ruta de la Mananga                                               | Llanes                     |
| PR-AS 151   | Ruta del Valle Oscuro                                            | Llanes                     |
| PR-AS 152   | Ruta Valle Viango                                                | Llanes                     |
| PR-AS 153   | Ruta a Coba                                                      | Santa Eulalia de Oscos     |
| PR-AS 154   | Ruta La Pereda                                                   | Mieres                     |
| PR-AS 155   | Ruta los Molinos de Illas                                        | Illas                      |
| PR-AS 156   | Ruta de la Braña de las Navariegas                               | Teverga                    |
| PR-AS 157   | Ruta Braña los Fuexos                                            | Teverga                    |
| PR-AS 158   | Pinturas rupestres de Fresnedo                                   | Teverga                    |
| PR-AS 159   | Ruta del Trespandiu                                              | Peñamellera Baja           |
| PR-AS 160   | Senda Vega de Poja - Pico Castiello                              | Siero                      |
| PR-AS 161   | Senda Les Casuques - Pico Fario                                  | Siero                      |
| PR-AS 162   | Senda Saús de Abajo - Mosquitera                                 | Siero                      |
| PR-AS 163   | Senda de Toceo                                                   | Siero                      |
| PR-AS 164   | Ruta de los Molinos de Langreo                                   | Langreo                    |
| PR-AS 165   | Senda Verde Puente de Arco - Tolivia                             | Laviana                    |
| PR-AS 165.1 | Puente de Arco - Ribota - La Acebal (Senda minera Minas Fradera) | Laviana                    |
| PR-AS 166   | Senda Verde La aldea perdida                                     | Laviana                    |
| PR-AS 167   | Senda Verde das Carballeiras                                     | Santa Eulalia de Oscos     |
| PR-AS 168   | Pomar de las Montañas                                            | Cangas del Narcea          |
| PR-AS 169   | Ruta de la Paicega                                               | Pesoz                      |
| PR-AS 170   | Ruta del Río Ñora                                                | Gijón                      |
| PR-AS 171   | Ruta de los Palacios de Las Regueras                             | Las Regueras               |
| PR-AS 172   | Ruta de los Lanceros                                             | Las Regueras               |
| PR-AS 173   | Ruta Alto de Piedrafita                                          | Las Regueras               |
| PR-AS 174   | Ruta Minera de Jovellanos                                        | Siero                      |
| PR-AS 175   | Senda del Jargú                                                  | Peñamellera Baja           |
| PR-AS 176   | Ruta de las brañas vaqueiras                                     | Teverga                    |
| PR-AS 177   | Torreón de Villamorey                                            | Sobrescobio                |
| PR-AS 178   | Capilla de San Juan                                              | Valdés                     |
| PR-AS 179   | Ruta del Fielato                                                 | Valdés                     |
| PR-AS 180   | Ruta Minera de La Llama                                          | Mieres                     |
| PR-AS 181   | La Foz de los Andamios                                           | Ponga                      |
| PR-AS 182   | Ruta de Castropol                                                | Castropol                  |
| PR-AS 183   | Ruta Priañes                                                     | Las Regueras               |
| PR-AS 184   | Ruta Arqueológica de Belmonte                                    | Belmonte de Miranda        |
| PR-AS 185   | Cordal de Coaña                                                  | Coaña                      |
| PR-AS 186   | Balcón del Naranjo                                               | Cabrales                   |
| PR-AS 187   | Desfiladero de las Xanas                                         | Santo Adriano              |
| PR-AS 188   | Ruta de Castañir                                                 | Mieres                     |
| PR-AS 189   | Ruta de San Justo                                                | Mieres                     |
| PR-AS 190   | Ruta de la Sierra de la Sobia                                    | Teverga                    |
| PR-AS 191   | Alevia - Pico El Paisano                                         | Peñamellera Baja           |
| PR-AS 192   | Ruta El Rebollar                                                 | Teverga                    |
| PR-AS 193   | Ruta del Valle Miñera                                            | Mieres                     |
| PR-AS 194   | Ruta de la Mina de la Quemada                                    | San Martín del Rey Aurelio |
| PR-AS 195   | La huella del oro en Navelgas                                    | Tineo                      |
| PR-AS 196   | Ruta de los Misterios del mar                                    | Colunga                    |
| PR-AS 197   | Ruta de las cercanías del cielo                                  | Sariego                    |
| PR-AS 198   | Ruta de la Ribera del río de la Peña                             | Nava                       |
| PR-AS 199   | Ruta del Azabache                                                | Villaviciosa               |
| PR-AS 200   | Ruta a Froseira y Cova del Demo                                  | Boal                       |
| PR-AS 201   | Braña de Estopiellu                                              | Belmonte de Miranda        |
| PR-AS 202   | Senda de Valdesoto                                               | Siero                      |
| PR-AS 203   | Ruta de la Mina As Talladas                                      | Santa Eulalia de Oscos     |
| PR-AS 204   | Campa Cimera - La Bobia                                          | San Martín del Rey Aurelio |
| PR-AS 204.1 | La Colladiella - La Bobia                                        | San Martín del Rey Aurelio |
| PR-AS 205   | Orillés - Campa Espines                                          | Aller, Mieres, Laviana     |
| PR-AS 206   | Alto la Vara - El Sutu                                           | Laviana                    |
| PR-AS 207   | Cimiano - Bosque del Argayu                                      | Peñamellera Baja           |
| PR-AS 208   | San Esteban - Cdo. La Galabín                                    | Peñamellera Baja           |
| PR-AS 209   | Ruta del Silencio                                                | Villanueva de Oscos        |
| PR-AS-210   | Ruta de Pousa Vadelle                                            | Grandas de Salime          |
| PR-AS-211   | Ruta del Pierzu                                                  | Ponga                      |
| PR-AS-212   | Sellaño - Semeldón                                               | Ponga                      |
| PR-AS-213   | Ruta del Valle de Ponga                                          | Ponga                      |
| PR-AS-214   | Ruta de Vallemoro                                                | Ponga                      |
| PR-AS-215   | Carbayal de Salgueiras                                           | Villanueva de Oscos        |
| PR-AS-216   | El Camín de Careses                                              | Siero                      |
| PR-AS-217   | Ruta del lobo                                                    | Allande                    |
| PR-AS-218   | Senda del Trole                                                  | Langreo                    |
| PR-AS-219   | Pravia - Santianes                                               | Pravia                     |
| PR-AS-220   | Senda Frassinelli                                                | Cangas de Onís             |
| PR-AS-221   | Lagos de Covadonga                                               | Cangas de Onís             |
| PR-AS-222   | Ruta de Ario                                                     | Cangas de Onís             |
| PR-AS-223   | Ruta de Ordiales                                                 | Cangas de Onís             |
| PR-AS-224   | Ruta de Orandi                                                   | Cangas de Onís             |
| PR-AS-225   | Ruta de la Jocica                                                | Amieva                     |
| PR-AS-226   | Ruta de Demués                                                   | Cangas de Onís             |
| PR-AS-227   | Ruta de Monte Camba                                              | Cabrales                   |
| PR-AS-228   | Ruta del Camín Real de Cabrales                                  | Cabrales                   |
| PR-AS-229   | Miradores del Navia                                              | Castrillón                 |
| PR-AS-230   | Ruta de Urriello                                                 | Cabrales                   |
| PR-AS-231   | Ruta de la Ría de Villaviciosa                                   | Villaviciosa               |
| PR-AS-232   | Ruta Vaqueira de Jomezana                                        | Lena                       |
| PR-AS-233   | Ruta de Vicenturo                                                | Teverga                    |
| PR-AS-234   | Brañas de Villamayor                                             | Teverga                    |
| PR-AS-235   | Ruta de Pícaros                                                  | Proaza                     |
| PR-AS-236   | Santibáñez - Santibáñez                                          | Aller                      |
| PR-AS-237   | Senda La Focea                                                   | Yernes y Tameza            |
| PR-AS-238   | Senda Verde Grandas de Salime - Santa Marina                     | Grandas de Salime          |
| PR-AS-239   | Puente Viejo - Naranco - Puente Gallegos - Puente Nora           | Oviedo                     |
| PR-AS-240   | Senda Verde Bárcena - Olloniego                                  | Oviedo                     |
| PR-AS-241   | Senda Verde de la Aguera                                         | Villanueva de Oscos        |
| PR-AS-242   | Senda Verde Foyoso                                               | Aller                      |
| PR-AS-243   | Senda Verde San Martín de Oscos                                  | San Martín de Oscos        |
| PR-AS-244   | Senda Verde Valderosa                                            | Caso                       |
| PR-AS-245   | Senda Verde Tineo - El Crucero                                   | Tineo                      |
| PR-AS-246   | Senda Verde del Brezo                                            | Tineo                      |
| PR-AS-247   | Ribadesella - El Fito                                            | Ribadesella                |
| PR-AS-248   | Ruta Molín de Valbona                                            | Pola de Allande            |
| PR-AS-249   | Ruta los Castros                                                 | Boal                       |
| PR-AS-250   | Ruta Penouta                                                     | Boal                       |
| PR-AS-251   | Ruta del Corberu                                                 | Cabranes                   |
| PR-AS-252   | Ruta de Oballo                                                   | Cangas del Narcea          |
| PR-AS-253   | Ruta Pena do Encanto                                             | San Tirso de Abres         |
| PR-AS-254   | Ruta de Bustantigo                                               | Allande                    |
| PR-AS-255   | Ruta de los Tejos                                                | Allande                    |
| PR-AS-256   | Ruta Dolmen de Merilles                                          | Tineo                      |
| PR-AS-257   | Ruta cicloturista del Cabo Peñas                                 | Gozón                      |
| PR-AS-258   | Senda de Andayón a Cueva Oscura de Ania                          | Las Regueras               |
| PR-AS-259   | Ruta de la Braña de Cuevas                                       | Teverga                    |
| PR-AS-260   | Camín de Cuellagar a Villabre                                    | Yernes y Tameza            |
| PR-AS-261   | Ruta del Nalón                                                   | Candamo                    |
| PR-AS-262   | Peñamea                                                          | Aller                      |
| PR-AS-263   | Senda Verde As Minas                                             | Vegadeo                    |
| PR-AS-264   | Llamas - Llanos                                                  | Aller                      |
| PR-AS-265   | Puerto de Piedrafita                                             | Aller                      |
| PR-AS-266   | Ruta de los Megalitos de El Padrún                               | Aller                      |
| PR-AS-267   | Ruta de los Arándanos                                            | Degaña                     |
| PR-AS-268   | Ruta das Zarras                                                  | Villanueva de Oscos        |
| PR-AS-269   | Hayedo de Montegrande                                            | Teverga                    |
| PR-AS-270   | Ruta de la braña de las Cadenas                                  | Teverga                    |
| PR-AS-271   | Ruta medieval del Castillo de Alesga                             | Teverga                    |
| PR-AS-272   | Ruta de las Brañas Vaqueiras                                     | Cudillero                  |
| PR-AS-272.1 | Ruta de las tres playas de Cudillero                             | Cudillero                  |
| PR-AS-273   | Por la tierra de los gamos                                       | Parres                     |
| PR-AS 274   | Ruta del bosque de Cea                                           | Parres                     |
| PR-AS 275   | Ruta de Cea y Cetín                                              | Parres                     |
| PR-AS-276   | Ruta turística de orientación                                    | Ribadesella                |
| PR-AS-277   | Ruta de la Viona                                                 | Siero                      |
| PR-AS 278   | Ruta Os Cortíos                                                  | Santa Eulalia de Oscos     |
| PR-AS-279   | Ruta de Camarmeña                                                | Cabrales                   |
| PR-AS 280   | Ruta de Marón y Ascuita                                          | San Martín de Oscos        |
| PR-AS-281   | Ruta de Coello                                                   | El Franco                  |
| PR-AS-282   | Senda del Cartero                                                | Ponga                      |
| PR-AS 283   | Ruta Tolivia                                                     | Laviana                    |
| PR-AS 284   | Senda de Samuel                                                  | Ribadesella                |
| PR-AS 285   | Ruta del Escayo                                                  | Tineo                      |
| PR-AS 286   | Ruta La Reguerina - El Faedal                                    | Tineo                      |
| PR-AS-287   | Vueltas del Gato                                                 | Tineo                      |
| PR-AS 288   | Ruta de Bustavil                                                 | Tineo                      |
| PR-AS 289   | Ruta Pico Vízcares                                               | Piloña                     |
| PR-AS 290   | Ruta el Raigoso                                                  | Laviana                    |
| PR-AS 291   | Camín Real de Ventana                                            | Teverga                    |
| PR-AS 292   | Ruta Alevia - Pico Jana                                          | Peñamellera Baja           |
| PR-AS 293   | Senda Costa Naviega                                              | Navia                      |
| PR-AS 294   | Ruta Peña la Pistola                                             | Navia                      |
| PR-AS 295   | Ruta Cascada del Xurbeo                                          | Aller                      |
| PR-AS 296   | Ruta Marinera de Ortiguera                                       | Coaña                      |
| PR-AS 297   | Ruta Los Pañeiros                                                | San Tirso de Abres         |
| PR-AS-298   | Ruta Lobera del Caón                                             | Sobrescobio                |
| PR-AS-299   | Ruta Viesgo Miradores del Navia                                  | Boal                       |
| PR-AS-300   | Ruta del Ferrocarril                                             | San Tirso de Abres         |
| PR-AS-301   | Ruta Cascada del Cioyo                                           | Castropol                  |
| PR-AS-302   | Ruta de Carlos V                                                 | Villaviciosa               |
| PR-AS-303   | Senda peatonal La Belga-Viella                                   | Siero                      |
| PR-AS-304   | Foz de La Escalada-Tiatordos                                     | Ponga                      |
| PR-AS-305   | Ruta de Peña Salón                                               | Ponga                      |
| PR-AS-306   | Senda del oro                                                    | Ibias                      |
| PR-AS-307   | Senda del Deva                                                   | Peñamellera Baja           |

### PR-PNPE
Senderos del Parque nacional de Picos de Europa
| Número     | Nombre                                                                         |
| ---------- | ------------------------------------------------------------------------------ |
| PR-PNPE 1  | Ruta de Frassinelli                                                            |
| PR-PNPE 2  | Los Lagos, itinerario corto, itinerario largo                                  |
| PR-PNPE 3  | Ruta del Cares                                                                 |
| PR-PNPE 4  | Vega de Ario                                                                   |
| PR-PNPE 5  | Buferrera-Vegarredonda-Ordiales, Buferrera-Vegarredonda, Vegarredonda-Ordiales |
| PR-PNPE 6  | Vega de Orandi                                                                 |
| PR-PNPE 7  | Jocica-Carombo                                                                 |
| PR-PNPE 8  | Demués-Los Lagos                                                               |
| PR-PNPE 9  | Soto de Sajambre-Vegabaño                                                      |
| PR-PNPE 10 | Pueblos de Sajambre                                                            |
| PR-PNPE 11 | Panderruedas-Posada de Valdeón                                                 |
| PR-PNPE 12 | Vega de Llos                                                                   |
| PR-PNPE 13 | Cueva de Santibañas, itinerario corto, itinerario largo                        |
| PR-PNPE 14 | Montó (Valle de Prada), desde Prada, desde Santa Marina                        |
| PR-PNPE 15 | Senda del Mercadillo, Desde Santa Marina, Desde Posada                         |
| PR-PNPE 16 | Collado Jermoso                                                                |
| PR-PNPE 17 | Entorno de Tresviso                                                            |
| PR-PNPE 18 | Jou de los cabrones                                                            |
| PR-PNPE 19 | Canal de Camburero                                                             |
| PR-PNPE 20 | Monte Camba (Tielve-Sotres)                                                    |
| PR-PNPE 21 | Vega de Urriellu                                                               |
| PR-PNPE 22 | Peña Oviedo (El Cable-Mogrovejo)                                               |
| PR-PNPE 23 | Horcados Rojos                                                                 |
| PR-PNPE 24 | Puertos de Áliva                                                               |
| PR-PNPE 25 | Vega de Liordes                                                                |
| PR-PNPE 26 | Hayedo de Las Ilces                                                            |
| PR-PNPE 27 | Brez-Canal de Las Arredondas                                                   |
| PR-PNPE 28 | Macizo de Ándara                                                               |
| PR-PNPE 29 | Pasá del Picayo                                                                |
| PR-PNPE 30 | Urdón-Tresviso                                                                 |
| PR-PNPE 31 | Ruta de Camarmeña                                                              |
| PR-PNPE 32 | Pandetrave-Collado Jermoso                                                     |
| PR-PNPE 33 | Oseja de Sajambre-Panderruedas                                                 |
| PR-PNPE 34 | Oceño-San Esteban, Oceño-Tresviso, Tresviso-San Esteban                        |
| PR-PNPE 35 | Ruta de La Farfada                                                             |